# 石龙坝镇
石龙坝镇，是中华人民共和国云南省丽江市华坪县下辖的一个乡镇级行政单位。

## 词源学
传说此地有一条恶龙，经常淹没农田，危害老百姓，玉皇大帝派遣雷公将恶龙杀死，龙骨化石化成河底和堤坝，因而得名“石龙坝”。

## 历史
1931年（民国20年），华坪县政府在此地设立天马乡。
1950年，此地属于第三区。1958年更名为“民主人民公社”。1988年，“石龙坝彝族傣族乡”分出设立。2012年8月14日，云南省人民政府批复同意撤销石龙坝彝族傣族乡，设立石龙坝镇。

## 行政区划
石龙坝镇下辖以下地区：
民主村、基佐村、德茂村、龙泉村、龙井村和临江村。

## 地理
石龙坝镇位于华坪县东南部。石龙坝镇平均海拔1245米，最高点是临江行政村西部的冒水孔，海拔2321.7米，最低点是民主行政村的塘坝河口，海拔1015米。
石龙坝镇属亚热带干河谷气候，年平均气温20.9℃，无霜期300天以上，年平均降雨量920毫米左右。
石龙坝镇有水库两座。
石龙坝镇的主要山是：显灵山，冒水孔，席草地后山。
石龙坝镇的主要河流是新庄河、龙泉河、龙塘河、龙井河。

## 经济
石龙坝镇经济主要依靠农业、矿产资源，煤矿是主要矿产资源，还有铁、金、石灰岩、石英。粮食作物主要是水稻、玉米、小麦、红薯，经济作物是芒果、石榴、柑橘、花椒、竹子、桃、梨，同时还养殖猪、牛、羊、鸡、鸭、鹅等牲畜。

## 人口数据
2017年，兴泉镇有人口18000人。当地的主要少数民族有彝族、傣族、傈僳族等12种民族。

## 旅游
每年农历六月二十日是当地的“火把节”。

## 交通
353国道和国道G4216，即蓉丽高速公路，经过该地。